# ナイト・アット・ジ・オペラ
『ナイト・アット・ジ・オペラ』（原題：A Night at the Opera）は、ドイツのヘヴィメタルバンド、ブラインド・ガーディアンがが2002年に発表したアルバム。スタジオ・アルバムとしては7作目。日本で先行発売された。

## 解説
前作『ナイトフォール・イン・ミドル・アース』以来4年ぶりのアルバム。前作と本作の間に、ハンズィ・キアシュはサイド・プロジェクトのディーモンズ・アンド・ウィザーズを立ち上げて、2000年にファースト・アルバム『ディーモンズ・アンド・ウィザーズ』を発表している。2001年11月、14分に及ぶ大作「アンド・ゼン・ゼア・ワズ・サイレンス」が先行シングルとして発表されて、翌年に本作が発表された。
プロデュースは、前作のミキシングに参加したチャーリー・バウアーファイントによる。
アメリカでは、バンドにとって初となる『ビルボード』誌のインディペンデント・アルバム・チャート入りを果たし、最高37位に達した。
日本盤ボーナス・トラック「ハーヴェスト・オブ・ソロウ」は、シングル「アンド・ゼン・ゼア・ワズ・サイレンス」のカップリング曲の別ヴァージョン。同曲は英語詞の他にスペイン語詞、フランス語詞、イタリア語詞のヴァージョンも存在する。日本語詞ヴァージョンの録音も検討されたが完成に至らず、日本盤には英語詞のアコースティック・ヴァージョンが収録された。

## 収録曲
特記なき楽曲は作詞：ハンズィ・キアシュ、作曲：ハンズィ・キアシュ&アンドレ・オルブリッチ。
1. プレシャス・エルサレム - Precious Jerusalem - 6:20
2. バトルフィールド - Battlefield - 5:35
  - 作詞：ハンズィ・キアシュ／作曲：ハンズィ・キアシュ、アンドレ・オルブリッチ、トーマス ・"トーメン"・ スタッシュ
3. アンダー・ジ・アイス - Under the Ice - 5:43
4. サッドリー・シングス・デスティニー - Sadly Sings Destiny - 6:03
5. メイデン・アンド・ミンストレル・ナイト - The Maiden and the Minstrel Knight - 5:28
6. ウェイト・フォー・アン・アンサー - Wait for an Answer - 6:28
7. ソウルフォージド - The Soulforged - 5:16
  - 作詞：ハンズィ・キアシュ／作曲：ハンズィ・キアシュ、アンドレ・オルブリッチ、トーマス ・"トーメン"・ スタッシュ
8. エイジ・オブ・フォルス・イノセンス - Age of False Innocence - 6:04
9. パニッシュメント・ディヴァイン - Punishment Divine - 5:42
10. アンド・ゼン・ゼア・ワズ・サイレンス - And Then There Was Silence - 14:06

### 日本盤ボーナス・トラック
1. ハーヴェスト・オブ・ソロウ（アコースティック・ヴァージョン） - Harvest of Sorrow (Acoustic Version) - 3:40
  - 作詞：ハンズィ・キアシュ／作曲：ハンズィ・キアシュ、マーカス・ズィーペン、トーマス ・"トーメン"・ スタッシュ

## 参加ミュージシャン
- ハンズィ・キアシュ - ボーカル
- アンドレ・オルブリッチ - リードギター、バッキング・ボーカル、オーケストラ・アレンジ
- マーカス・ズィーペン - リズムギター、バッキング・ボーカル
- トーマス ・"トーメン"・ スタッシュ - ドラムス

ゲスト・ミュージシャン
- オリヴァー・ホルツヴァルト - ベース
- マティアス・ヴィースナー - キーボード、オーケストラ・アレンジ
- チャーリー・バウアーファイント - オーケストラ・アレンジ
- パッド・ベンダー - キーボード、エフェクト
- ボリス・シュミット- キーボード、エフェクト
- サシャ・ピエロ - キーボード、エフェクト
- ミヒャエル・シューレン - ピアノ(on 8.)
- ビリー・キング - バッキング・ボーカル
- トーマス・ハックマン - バッキング・ボーカル
- ロルフ・ケーラー - バッキング・ボーカル
- オラフ・ゼンクバイル - バッキング・ボーカル